# Wilhelm Brem
Wilhelm Brem (* 23. November 1977 in Buchloe) ist ein deutscher Behindertensportler im Bereich des nordischen Skisports.

## Leben
Brem wuchs in Buchloe auf und besuchte die Grundschule in Ketterschwang. Mit neun Jahren wechselte er auf die Volks- und Realschule der Blinden nach München. Nach seinem Abschluss wurde er Physiotherapeut und ist seit 2007 am Olympiastützpunkt Freiburg-Schwarzwald tätig.

## Karriere
1993 begann Brem im Bereich des nordischen Skisports. Ein Jahr später gewann er seine erste Medaille bei den Winter-Paralympics 1994 in Lillehammer mit seinem damaligen Begleitläufer Gerd Keuer im Biathlon sowie 1996 die erste Goldmedaille bei der Nordischen Ski-WM der Behinderten 1996 in Sunne. 
Ab 1996 bis 2002 begleitete ihn Olaf Gruhn. Mit diesem holte er Gold im Biathlon und 2 mal Silber im Langlauf bei den Winter-Paralympics 1998 in Nagano, sowie Gold im Biathlon und Silber im Langlauf bei der Nordischen Ski-WM der Behinderten 2000 in Sion und Gold im Biathlon, sowie Bronze im Langlauf mit Franz Lankes, bei den Winter-Paralympics 2002 in Salt Lake City.
Auch bei den Winter-Paralympics 2006 in Turin gewann er eine Bronzemedaille mit seinem Begleitläufer Ulrich Zipfel, sowie bei den Winter-Paralympics 2010 in Vancouver Gold in 12,5 km Biathlon zusammen mit seinem Begleitläufer Florian Grimm, mit dem er seit 2007 gemeinsam läuft. Brem erreichte bei den Paralympics von 1994 bis 2014 insgesamt acht Medaillen, davon drei goldene im Biathlon.
Sein Start für Deutschland bei den Winter-Paralympics 2014 in Sotschi war seine sechste Teilnahme. Er erreichte im 7,5 km Biathlon-Sprint der Sehbehinderten den siebten Platz und über 15 km den neunten Platz; Begleitläufer war erneut Florian Grimm. Brem hat zwischenzeitlich seine aktive Laufbahn beendet; in den Paralympics 2018 nahm er nicht mehr teil.

## Auszeichnungen
- 2010: Silberne Lorbeerblatt[2]
- 2011: Sportler des Jahres der Stadt Freiburg[3]